# Trent Yawney
Trent G. Yawney (* 29. September 1965 in Hudson Bay, Saskatchewan) ist ein ehemaliger kanadischer Eishockeyspieler und derzeitiger -trainer. Während seiner Karriere spielte er für die Chicago Blackhawks, Calgary Flames und St. Louis Blues in der National Hockey League auf der Position des Verteidigers. Als Cheftrainer betreute er anschließend die Chicago Blackhawks, bevor er bei den Anaheim Ducks, den Edmonton Oilers, den Los Angeles Kings sowie aktuell seit Dezember 2024 bei den Detroit Red Wings als Assistenztrainer tätig war.

## Karriere
Yawney spielte im Alter von 16 Jahren zunächst bei den Saskatoon J’s in der Saskatchewan Junior Hockey League, einer zweitklassigen kanadischen Juniorenliga. Noch im Verlauf der Saison 1981/82 kam er zu seinen ersten Einsätzen bei den höherklassig spielenden Saskatoon Blades aus der Western Hockey League. Ab der Spielzeit 1982/83 war er fester Bestandteil des Stammkaders. In seiner Rookiesaison lief er in 59 Begegnungen auf und konnte dabei als Verteidiger 37 Scorerpunkte erzielen. In den folgenden beiden Spieljahren entwickelte sich Yawney zu einem der besten, offensiv ausgerichteten Abwehrspieler der WHL, da er seine Punktausbeute zunächst auf 59 und dann auf 67 Punkte steigern konnte. Jedoch blieben Erfolge mit dem Team in der Meisterschaft aus.
Nachdem er bereits ein Jahr vor Beendigung seiner Juniorenkarriere im NHL Entry Draft 1984 in der dritten Runde an 45. Stelle von den Chicago Black Hawks ausgewählt worden war, entschied sich Yawney im Herbst 1985 vorerst gegen einen Wechsel ins Profilager und schloss sich dem kanadischen Nationalteam unter der Leitung von Cheftrainer Dave King an, dass sich langfristig auf die Olympischen Winterspiele 1988 in Calgary vorbereiten wollte. Durch den damals geltenden Amateurstatus für Sportler bei Olympischen Spielen waren die Spieler vertraglich nicht gebunden und konnten sich so drei Jahre lang auf die Spiele im Heimatland Kanada vorbereiten. Neben Yawney, der Kapitän des Teams war, gehörten auch Wally Schreiber, Brian Bradley, Zarley Zalapski, Andy Moog und Sean Burke zum späteren Olympiakader. Dennoch nutzte die lange Vorbereitungszeit wenig, da das Team lediglich den vierten Rang erreichen konnte und somit ohne Medaille blieb. Yawney, der durch die lange Olympiavorbereitung im späteren Verlauf seiner Karriere auf über 200 internationale Spiele kam, wurde jedoch im Nachhinein eine große sportliche Weiterentwicklung, die er in den drei Jahren unter Dave King genommen hatte, attestiert.
Im Anschluss an das olympische Eishockeyturnier nahmen die Chicago Blackhawks den Olympioniken unter Vertrag, wodurch er noch in der Saison 1987/88 zu seinem Profi-Debüt in der National Hockey League kam. Mit zehn Punkten in 15 Spielen in der regulären Saison und vier weiteren in fünf Playoff-Partien wusste er dabei durchaus zu überzeugen. Insgesamt blieb der Kanadier noch drei weitere Jahre in der „Windy City“ und erreichte in dieser Zeit mit der Mannschaft zweimal das Finale der Western Conference, scheiterte aber jeweils an den Calgary Flames und Edmonton Oilers. Zudem kam er im Frühjahr 1991 zu weiteren Einsätzen für die kanadische Nationalmannschaft bei der Weltmeisterschaft im finnischen Helsinki und kehrte mit einer gewonnenen Silbermedaille zu den Blackhawks zurück. Diese transferierten ihn im Dezember 1991, nachdem sie keine Verwendung mehr für ihn fanden, für Stéphane Matteau zu den Calgary Flames. Dort verbrachte Yawney die folgenden fünf Spielzeiten, in denen er einen soliden Verteidiger abgab, der sich im Vergleich zu seiner Zeit in den Juniorenligen stärker auf die Defensive als auf die Offensive konzentrierte. Am Ende der Saison 1995/96 war sein Vertrag ausgelaufen, woraufhin der Abwehrspieler als Free Agent für ein Jahr zu den St. Louis Blues wechselte. Bei den Blues kam Yawney im Saisonverlauf auf lediglich 39 Einsätze. Da er nur in der durch den Lockout auf 48 Spiele verkürzten Saison 1994/95 weniger Spiele in einer NHL-Saison bestritten hatte, verlängerte er den auslaufenden Vertrag mit St. Louis am Ende der Spielzeit nicht und kehrte zum Spieljahr 1997/98 zu den Chicago Blackhawks zurück. Zwar kam er dort auch nicht mehr so regelmäßig wie zu Beginn seiner NHL-Karriere zum Einsatz, jedoch bot ihm das Team weiterhin die Möglichkeit auf hohem Niveau zu spielen. Zu einem abrupten Karriereende kam es dann in der Saison 1998/99 am 9. Januar 1999. Während eines Spiels gegen die Colorado Avalanche verletzte sich Yawney so schwer am Arm, dass er am 24. Februar das vorzeitige Ende seiner aktiven Karriere bekannt gab.
Mit dem Rücktritt vom aktiven Sport war gleichzeitig die Ernennung zum Assistenztrainer der Blackhawks verbunden, da das Management der Ansicht war, dass Yawney über ausreichend Erfahrung verfüge, um den jungen Cheftrainer Lorne Molleken bei seiner Arbeit zu unterstützen. Trotz eines Trainerwechsels kurz nach dem Start der Saison 1999/2000 blieb Yawney weiterhin Assistenztrainer, ehe er im Sommer 2000 zum ersten Cheftrainer des neu gegründeten Franchises der Norfolk Admirals in der American Hockey League befördert wurde, das gleichzeitig als Farmteam der Chicago Blackhawks fungierte. Yawney agierte fünf Spielzeiten als Hauptverantwortlicher hinter der Bande und konnte die Mannschaft in jedem Jahr in die Playoffs führen, wo er jedoch maximal ins Conference-Halbfinale vordringen konnte. Zudem gewann er in den Jahren 2002 und 2003 jeweils den Divisiontitel und führte während der fünf Jahre seiner Amtszeit über 50 Spieler an den NHL-Kader der Blackhawks heran. Aufgrund seiner konstant guten Arbeit mit den Admirals, die in den fünf Jahren unter Yawneys Regie nur einmal weniger als die Hälfte der maximal zu erreichenden Punkte einfuhren, wurde er, nach der Entlassung von Brian Sutter als Trainer der Chicago Blackhawks, im Sommer 2005 zu dessen Nachfolger und damit 35. Cheftrainer in der Geschichte des Franchises ernannt. Auf höherem Level war Yawney mit dem schwach besetzten Blackhawks-Kader nicht in der Lage weiterhin seine erfolgreiche Arbeit wie in Norfolk fortzusetzen. Obwohl er am Ende der Spielzeit mit nur 65 Punkten Chicago auf den drittletzten Platz von 30 Mannschaften geführt hatte, ernannte ihn der kanadische Eishockeyverband Hockey Canada, neben dem erfahrenen Claude Julien, zu einem der Assistenten von Marc Habscheid, dem kanadischen Nationaltrainer bei den Welttitelkämpfen 2006 in Lettland. Zum Start der Saison 2006/07 arbeitete Yawney weiterhin als Cheftrainer Chicagos, wurde jedoch nach einem schwachen Saisonstart mit nur 16 Punkten aus 21 Spielen nach dem ersten Saisonviertel durch Denis Savard ersetzt.
Nach einer persönlichen Auszeit als Folge seiner fristlosen Entlassung in Chicago wurde Yawney im März 2007 zum Nationaltrainer der kanadischen U18-Junioren-Nationalmannschaft für die bevorstehende Weltmeisterschaft in Finnland ernannt. Nach einer fast makellosen Vorrunde erreichte die Mannschaft den vierten Platz und somit blieb Yawney – wie bereits bei den Olympischen Winterspielen 1988 und der Weltmeisterschaft 2006 – ohne Medaillengewinn. Es folgte eine weitere Pause, ehe die Anaheim Ducks, der damalige amtierende Stanley-Cup-Sieger, ihn im August 2007 wegen seiner großen Erfahrung als Scout engagierten. Dort blieb Yawney jedoch nicht lange im Amt, da er im Sommer 2008 von den San Jose Sharks und deren neuem Trainer Todd McLellan, neben Todd Richards und Jay Woodcroft, als einer der Assistenztrainer verpflichtet wurde. Dort arbeitete er bis zum Sommer 2011 hauptsächlich mit den Verteidigern und den Unterzahlspezialisten zusammen. Anschließend wechselte er als Scout zu den Anaheim Ducks. Zur Saison 2012/13 kehrte Yawney nach sieben Jahren zu den Norfolk Admirals in die American Hockey League zurück, um beim neuen Farmteam der Anaheim Ducks erneut als Cheftrainers zu arbeiten.
Nach der Saison 2013/14 holten ihn die Anaheim Ducks zurück in die NHL, wo er fortan als Assistenztrainer tätig war; seine Nachfolge in Norfolk übernahm Jarrod Skalde. Nach der Saison 2017/18 wurde sein Vertrag bei den Ducks nicht verlängert, sodass er im Mai 2018 gemeinsam mit Glen Gulutzan als neue Assistenztrainer von Todd McLellan bei den Edmonton Oilers verpflichtet wurde. Dort wurde er jedoch bereits nach einem Jahr wieder von seinen Pflichten enthoben, nachdem McLellan bereits während der Saison entlassen worden war. Anschließend verpflichteten ihn die Los Angeles Kings zur Saison 2019/20, abermals an der Seite von McLellan. Dieses Engagement währte bis Ende der Spielzeit 2023/24.
Im Dezember 2024 wurde Yawney als Assistenztrainer bei den Detroit Red Wings angestellt, erneut gleichzeitig mit der Verpflichtung von McLellan als Headcoach.

## Erfolge und Auszeichnungen

### Als Spieler
- 1991 Silbermedaille bei der Weltmeisterschaft

### Als Trainer
- 2004 Bester Minor-League-Trainer der Saison (ausgezeichnet von The Hockey News)

## Karrierestatistik

### Als Spieler

#### International
Vertrat Kanada bei:
- Olympischen Winterspielen 1988
- Weltmeisterschaft 1991
- Weltmeisterschaft 1992

(Legende zur Spielerstatistik: Sp oder GP = absolvierte Spiele; T oder G = erzielte Tore; V oder A = erzielte Assists; Pkt oder Pts = erzielte Scorerpunkte; SM oder PIM = erhaltene Strafminuten; +/− = Plus/Minus-Bilanz; PP = erzielte Überzahltore; SH = erzielte Unterzahltore; GW = erzielte Siegtore; 1 Play-downs/Relegation; Kursiv: Statistik nicht vollständig)

### Als Trainer
(Legende zur Trainerstatistik: Sp oder GC = Spiele insgesamt; W oder S = erzielte Siege; L oder N = erzielte Niederlagen; T oder U = erzielte Unentschieden; OTL oder OTN = erzielte Niederlagen nach Overtime oder Shootout; Pts oder Pkt = erzielte Punkte; Pts% oder Pkt% = Punktquote; Win% = Siegquote; Resultat = erreichte Runde in den Play-offs)